# 와카야마선
와카야마선(일본어: 和歌山線, わかやません)은 일본 나라현 기타카쓰라기군에 있는 오지역과 와카야마현 와카야마시에 있는 와카야마역 사이를 잇는 서일본 여객철도의 철도 노선이다.
곤고 산지를 따라 나라 현 남서부에 있는 가시바시, 야마토타카다시, 가쓰라기시, 고세시, 고조시 일대를 지나가며, 그 후 기노카와 강을 따라 하시모토시, 기노카와시, 이와데시, 와카야마 시 일대를 거친다. 오지 역 ~ 다카다 역 구간에서는 간사이 본선과 직결 운행이 이루어지고 있다. 오지 역 ~ 다카다 역 구간은 이코카의 사용이 가능하다.

## 운행 형태
와카야마 선의 운행 형태는 오지 ~ 다카다 구간과, 다카다 ~ 와카야마 구간으로 나뉜다.
오지 ~ 다카다 구간에서는 일본국유철도 105계 전동차 2량 편성, 나라 전차구에 소속되어 있는 서일본 여객철도 221계 전동차 등이 운행되며, 1인 승무가 이루어지는 경우가 많다. 긴키 닛폰 철도 오사카 선과 겹치는 구간이다. 출퇴근 시간대에는 시간당 2편 ~ 3편 열차가 운행되며, 와카야마 선 안에서는 모든 역에 정차하는 쾌속 종별이 낮 시간대에 시간당 2편 운행된다. 아침 출근 시간대에는 야마토지 선을 거쳐 JR 난바 역까지 가는 열차도 운행되고 있으며, 사쿠라이 선 (만요마호로바 선)으로 직결 운행하는 열차도 있다.
다카다 ~ 와카야마 구간에서는 다카다 ~ 와카야마 구간만 운행하는 열차 외에, 오지 역 ~ 와카야마 역 구간을 모두 운행하는 열차도 있다. 고조 역에서 시발하여 JR 난바 역이나 와카야마 방면으로 가는 쾌속 열차가 운행되고 있는데, JR 난바 행 열차는 매일 2편, 와카야마 행은 평일에만 하루에 2편 운행되고 있다. 와카야마 역으로 가는 쾌속 열차는 고카와역에서 열차가 분리되는데, 고카와 역에서 앞선 2량을 먼저 보낸 나머지 2량은 뒤에 따르는 보통 열차가 되어 와카야마 역까지 운행한다. 오지 역 ~ 와카야마 역 전 구간을 달리는 쾌속 열차는 없다. 낮 시간대에는 시간 당 다카다 역 ~ 고카와 역 구간은 1편, 고카와 역 ~ 와카야마 역 구간은 2편 (30분 간격)의 열차가 운행되고 있으며, 사쿠라이 선을 거쳐 나라역까지 가는 열차도 있다. 저녁 시간대의 쾌속은 간사이 본선에서 출발해 고조 역까지 운행하는 열차가 매일 3편, 와카야마 역에서 출발해 고조 역까지 운행하는 열차가 매일 2편 운행되고 있다.
이전에는 도쿄역까지 운행하는 침대 열차, 기세이 본선 시라하마역 또는 와카야마시역까지 직결 운행하는 열차, JR 난바 역에서 고조 역을 거쳐 와카야마 역까지 운행하는 열차, 와카야마 역에서 기세이 본선 열차와 연결/분리 운행하는 열차, 고조 역에서 한와 선을 거쳐 덴노지역까지 운행하는 열차도 있었으나, 모두 현재는 존재하지 않는다.

## 사용 차량

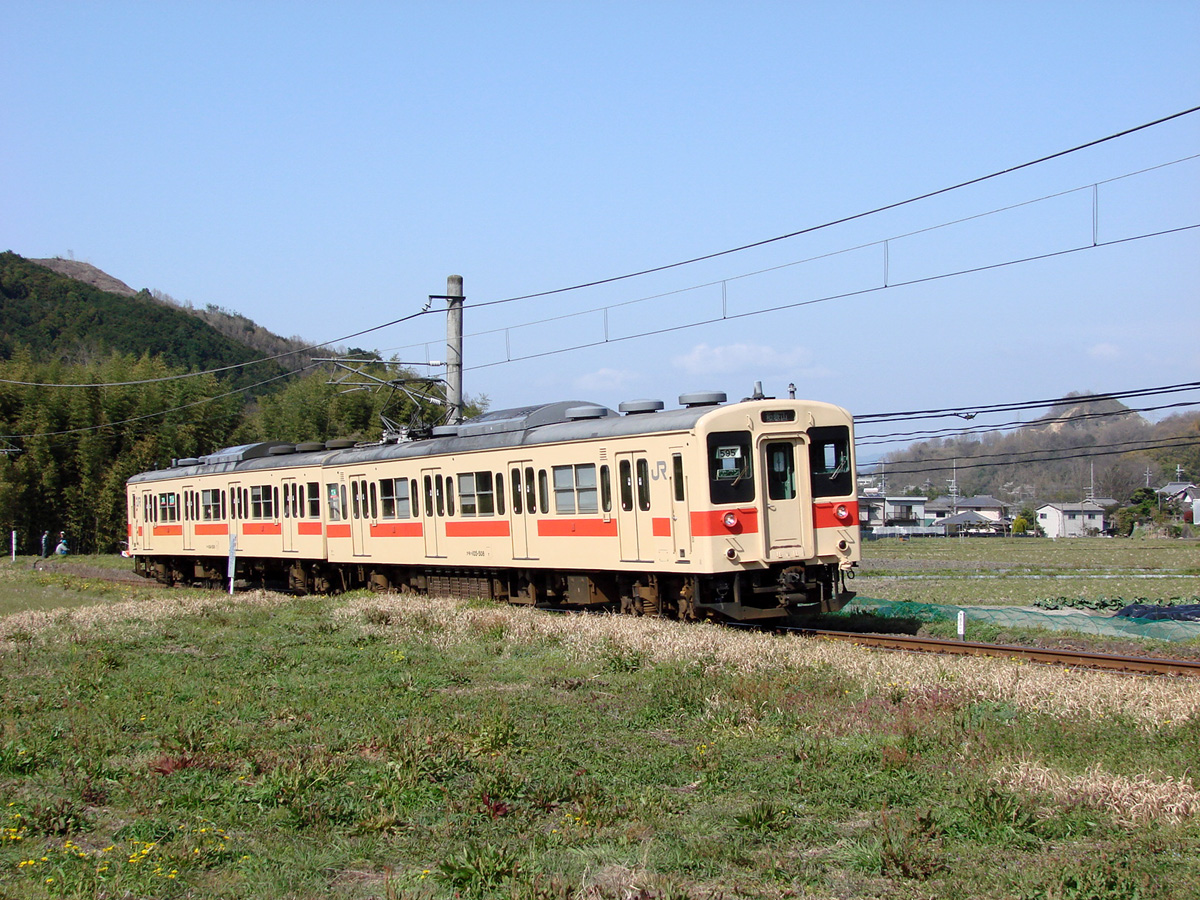
105계 현재는 폐차

와카야마 선의 열차는 모두 전동차이다.
- 일본국유철도 105계 전동차 퇴역
- 일본국유철도 103계 전동차 퇴역
- 일본국유철도 117계 전동차 퇴역
- 일본국유철도 201계 전동차
- 서일본 여객철도 221계 전동차
- 서일본 여객철도 227계 전동차

## 역사
오지 역 ~ 다카다 역 구간은 오사카 철도가 1891년부터 운영을 시작했다. 그 후, 오사카 철도는 사쿠라이 방면으로 노선을 늘렸으며, 한와 철도가 다카다 역 ~ 고조 역 구간을 1896년부터 운영하기 시작했다. 고조 역 ~ 와카야마시 역 구간은 기와 철도가 개업했는데, 1898년 고조 역 ~ 하시모토 역 구간의 운영을 시작했으며, 1900년에는 고조 역에서 지금의 기와역까지의 구간이 완성되었다. 그 후, 난카이 철도의 철도 노선이 개업함과 동시에 와카야마시 역까지 노선이 이어졌다. 그 후 오사카 철도, 한와 철도, 기와 철도는 간사이 철도로 합쳐졌다가, 다시 1907년 10월 1일 정부에서 인수하였다. 1980년 오지 역 ~ 고조 역 구간이, 1984년 고조 역 ~ 와카야마 역 구간이 전철화되었으며, 1987년 4월 1일 일본국유철도의 민영화에 따라 서일본 여객철도의 소속이 되었다.

## 역 목록
- 정차역
  - 보통 - 모든 역에 정차
  - 쾌속 - ● 표시 역은 모든 열차 정차, ｜ 표 역은 모든 열차 통과
    - 쾌속 중 왼쪽 열은 오사카역에서 야마토지 쾌속, 구간 쾌속 포함
    - 와카야마에서 출발 쾌속은 고조 역에서 보통으로 운전
- 선로 (전 구간 단선) ◇,∨,∧: 교행 가능, ｜: 교행 불가

| 역명         | 일본어 역명 | 쾌속 | 쾌속                                                                         | 접속 노선                                                                                                  | 역간 거리 | 누적 거리  | 선로              | 소재지 | 소재지                |
| ------------ | ----------- | ---- | ---------------------------------------------------------------------------- | --- | --------- | ---------- | ----------------- | ------ | --------------------- |
| 오지         | 王寺        | ●    |                                                                              | ■ 간사이 본선 (야마토지 선) ■ 긴키 닛폰 철도 이코마 선 (오지역) ■ 긴키 닛폰 철도 다와라모토 선 (신오지 역) | 0.0       | 0.0        | ∨                 | 나라현 | 기타카쓰라기군 오지정 |
| 하타케다     | 畠田        | ●    |                                                                              | 2.6 | 2.6       | ｜         |                   | 나라현 | 기타카쓰라기군 오지정 |
| 시즈미       | 志都美      | ●    | 1.9                                                                          | 4.5 | ◇         | 가시바시   |                   | 나라현 |                       |
| 가시바       | 香芝        | ●    | ■ 긴키 닛폰 철도 오사카 선 (긴테쓰시모다 역)                                 | 2.1 | 6.6       | 가시바시   | ◇                 | 나라현 |                       |
| JR 고이도    | JR五位堂    | ●    |                                                                              | 2.1 | 8.7       | 가시바시   | ◇                 | 나라현 |                       |
| 다카다       | 高田        | ●    | ■ 사쿠라이 선 (만요마호로바 선) ■ 긴키 닛폰 철도 오사카 선 (야마토타카다 역) | 2.8 | 11.5      | ◇          | 야마토타카다시    | 나라현 |                       |
| 야마토신조   | 大和新庄    | ●    |                                                                              | 3.4 | 14.9      | ｜         | 가쓰라기시        | 나라현 |                       |
| 고세         | 御所        | ●    | ■ 긴키 닛폰 철도 고세 선 (긴테쓰고세 역)                                     | 2.7 | 17.6      | ◇          | 고세시            | 나라현 |                       |
| 다마데       | 玉手        | ●    |                                                                              | 1.8 | 19.4      | ｜         | 고세시            | 나라현 |                       |
| 와키가미     | 掖上        | ●    | 1.5                                                                          | 20.9 | ◇         |            | 고세시            | 나라현 |                       |
| 요시노구치   | 吉野口      | ●    | ■ 긴키 닛폰 철도 요시노 선                                                   | 4.0 | 24.9      | ◇          | 고세시            | 나라현 |                       |
| 기타우치     | 北宇智      | ●    |                                                                              | 6.6 | 31.5      | ｜         | 고조시            | 나라현 |                       |
| 고조         | 五条        | ●    | ●                                                                            | 3.9 | 35.4      | ◇          | 고조시            | 나라현 |                       |
| 야마토후타미 | 大和二見    |      | ●                                                                            | 1.7 | 37.1      | ｜         | 고조시            | 나라현 |                       |
| 스다         | 隅田        | ●    | 4.0                                                                          | 41.1 | ◇         | 와카야마현 | 하시모토시        |        |                       |
| 시모효고     | 下兵庫      | ●    | 2.1                                                                          | 43.2 | ｜        | 와카야마현 | 하시모토시        |        |                       |
| 하시모토     | 橋本        | ●    | ■ 난카이 전기 철도 고야 선                                                   | 1.9 | 45.1      | 와카야마현 | 하시모토시        | ◇      |                       |
| 기이야마다   | 紀伊山田    | ●    |                                                                              | 2.9 | 48.0      | 와카야마현 | 하시모토시        | ｜     |                       |
| 고야구치     | 高野口      | ●    | 2.6                                                                          | 50.6 | ◇         | 와카야마현 | 하시모토시        |        |                       |
| 나카이부리   | 中飯降      | ●    | 2.4                                                                          | 53.0 | ｜        | 와카야마현 | 이토군 가쓰라기정 |        |                       |
| 묘지         | 妙寺        | ●    | 1.6                                                                          | 54.6 | ◇         | 와카야마현 | 이토군 가쓰라기정 |        |                       |
| 오타니       | 大谷        | ●    | 2.1                                                                          | 56.7 | ｜        | 와카야마현 | 이토군 가쓰라기정 |        |                       |
| 가세다       | 笠田        | ●    | 1.5                                                                          | 58.2 | ◇         | 와카야마현 | 이토군 가쓰라기정 |        |                       |
| 니시카세다   | 西笠田      | ●    | 3.1                                                                          | 61.3 | ｜        | 와카야마현 | 이토군 가쓰라기정 |        |                       |
| 나테         | 名手        | ●    | 1.9                                                                          | 63.2 | ◇         | 와카야마현 | 기노카와시        |        |                       |
| 고카와       | 粉河        | ●    | 2.8                                                                          | 66.0 | ◇         | 와카야마현 | 기노카와시        |        |                       |
| 기이나가타   | 紀伊長田    | ｜   | 1.2                                                                          | 67.2 | ｜        | 와카야마현 | 기노카와시        |        |                       |
| 우치타       | 打田        | ●    | 2.6                                                                          | 69.8 | ◇         | 와카야마현 | 기노카와시        |        |                       |
| 시모이사카   | 下井阪      | ｜   | 2.2                                                                          | 72.0 | ｜        | 와카야마현 | 기노카와시        |        |                       |
| 이와데       | 岩出        | ●    | 2.2                                                                          | 74.2 | ◇         | 와카야마현 | 이와데시          |        |                       |
| 후나토       | 船戸        | ｜   | 1.1                                                                          | 75.3 | ◇         | 와카야마현 | 이와데시          |        |                       |
| 기이오구라   | 紀伊小倉    | ｜   | 2.3                                                                          | 77.6 | ｜        | 와카야마현 | 와카야마시        |        |                       |
| 호시야       | 布施屋      | ｜   | 2.3                                                                          | 79.9 | ◇         | 와카야마현 | 와카야마시        |        |                       |
| 센다         | 千旦        | ｜   | 1.5                                                                          | 81.4 | ｜        | 와카야마현 | 와카야마시        |        |                       |
| 다이노세     | 田井ノ瀬    | ｜   | 1.5                                                                          | 82.9 | ◇         | 와카야마현 | 와카야마시        |        |                       |
| 와카야마     | 和歌山      | ●    | ■ 한와 선 ■ 기세이 본선 와카야마 전철 기시가와 선                            | 4.6 | 87.5      | 와카야마현 | 와카야마시        | ∧      |                       |